# Михаил IV Авториан
Михаил IV Авториан (греч. Μιχαήλ Δ΄ Ἀυτωρειανός) — Константинопольский патриарх в 1207/1208 — 1213/1214.
Был другом Евстафия Солунского и Михаила Хониата. Имел чин великого сакеллария. После падения в 1204 Константинополя патриарх Иоанн X Каматир удалился в Дидимотику. Феодор I Ласкарис, провозглашенный императором в Никее в 1205/1206, пригласил патриарха, чтобы провести коронацию, но тот отказался приехать в Никею, послав вместо этого документ с отречением от сана. На то, чтобы организовать выборы его преемника, потребовалось немало времени, так как не все иерархи соглашались признавать полномочия никейцев.
В 1207 или 1208 был избран патриархом. Короновал императора Феодора I, что существенно повысило престиж Никейской империи. Оксфордский словарь Византии сообщает, что Михаил пообещал отпущение грехов всем никейским воинам, павшим на войне, но подобная инициатива, противоречившая доктрине православия, вряд ли была реализована.
Умер, по одним исследованиям, 26 августа 1214, по другим 13 ноября 1213.